# تور مختصر و مفید
️تور مختصر و مفید (انگلیسی: Short n' Sweet Tour) پنجمین تور کنسرت از خواننده، ترانه‌پرداز و بازیگر آمریکایی سابرینا کارپنتر در حمایت از ششمین آلبوم استودیویی او به نام مختصر و مفید (۲۰۲۴) است. این تور از ۲۳ سپتامبر ۲۰۲۴ در کلمبوس، ایالات متحده آغاز شده و قرار است در ۴ آوریل ۲۰۲۵ در استکهلم، سوئد به پایان برسد. این تور شامل ۵۳ کنسرت است.

## اطلاعیه
️کارپنتر تاریخ‌های تور آمریکای شمالی را در ۲۰ ژوئن ۲۰۲۴ اعلام کرد. تاریخ‌های تور اروپا نیز در ۲۳ ژوئیه ۲۰۲۴ منتشر شدند. سپس در ۲ دسامبر ۲۰۲۴، تاریخ‌های جدیدی برای بخش اروپا اعلام شد که شامل کنسرت‌هایی در سوئیس و کشورهای اسکاندیناوی بود.